# Махл, Эвальд
Эвальд Махл (эст. Evald Mahl; 14 апреля 1915, Юрьев, Лифляндская губерния — 18 января 2001, Де-Мойн) — эстонский и советский баскетболист и волейболист. Участник летних Олимпийских игр 1936 года.

## Биография
Эвальд Махл родился 14 апреля 1915 года в российском городе Юрьев (сейчас Тарту в Эстонии).
Окончил Тартускую вечернюю среднюю школу.
Начал заниматься баскетболом в 1927 году в клубе ЮЭНЮТО. Впоследствии выступал за ЕАСК, тартуские НМКЮ (1934—1940), «Динамо» (1940—1941) и «Калев» (1941—1944). Четырежды становился чемпионом Эстонии (1934, 1936—1937, 1944).
В 1936 году вошёл в состав сборной Эстонии по баскетболу на летних Олимпийских играх в Берлине, занявшей 9-е место. Провёл 3 матча, набрал 3 очка в матче со сборной Франции.
Участвовал в чемпионатах Европы в 1937 году в Риге и в 1939 году в Каунасе, в обоих турнирах эстонцы заняли 5-е место.
В течение карьеры провёл за сборную Эстонии 14 матчей.
Кроме того, выступал в соревнованиях по волейболу, бейсболу и лёгкой атлетике (в прыжках в высоту). В 1934 году стал чемпионом Эстонии по волейболу.
Судил матчи по волейболу и баскетболу.
В 1944 году перебрался в Германию, оттуда уехал в Канаду, а затем в США. С 1951 года жил в городе Де-Мойн в штате Айова, занимался собственным бизнесом.
Умер 18 января 2001 года в Де-Мойне. Похоронен на кладбище Глендейл в Де-Мойне.

## Семья
Отец — Пеэтер Махл, мать — Паулина Махл (до замужества — Мартин).